# GURPS
GURPS står för Generic Universal Role-Playing System och är ett rollspelsregelsystem designat och utgivet av Steve Jackson games. Systemet skapades ursprungligen för att tillhandahålla ett snabbt och flexibelt spelsystem som man kunde tillämpa till vilken spelvärld som helst. Det bygger på ett poängsystem där man köper för- och nackdelar vilket ger respektive tar poäng ifrån den ursprungliga summan som man tilldelats för att skapa sin karaktär. Det har släppts över hundra tilläggsmoduler, eller världböcker som de också kallas, för att verkligen förvandla GURPS till ett spel som kan vara det man vill att det ska vara.
Ett par böcker i urval:
- GURPS Illuminati
- GURPS Atlantis
- GURPS Vampire
- GURPS Time Travel
- GURPS Russia
- GURPS Vehicles

GURPS släpptes 1986 och har senast släppts i sin fjärde version efter antalet revideringar. GURPS är fortfarande ett av de stora namnen inom rollspelsindustrin.